# Syrmatium watsonii
Syrmatium watsonii är en ärtväxtart som först beskrevs av George Vasey och Joseph Nelson Rose, och fick sitt nu gällande namn av August Brand. Syrmatium watsonii ingår i släktet Syrmatium och familjen ärtväxter. Inga underarter finns listade i Catalogue of Life.